# شاهرخ حقیقی
شاهرخ حقیقی (متولد ۱۳۲۱ در تهران) پژوهشگر فلسفه و استاد دانشگاه ایالتی کالیفرنیا، لانگ بیچ است. کتاب وی تحت عنوان «گذار از مدرنیته؟ نیچه، فوکو، لیوتار، دریدا» به چاپ پنجم رسیده و مورد توجه منتقدان قرار گرفته است. پژوهش‌های او عمدتاً در زمینه مدرنیته، دموکراسی، فلسفه نیچه، فلسفه هایدگر، فلسفه هابرماس و پست‌مدرنیته است.

## زندگی
شاهرخ حقیقی لیسانس خود را در رشته اقتصاد از دانشگاه تهران گرفت. سپس برای ادامه تحصیل در رشته ادبیات تطبیقی، ایران را به قصد آمریکا ترک کرد، اما به زودی دریافت که حوزه پژوهشی مورد علاقه‌اش، فلسفه است. او فوق لیسانس خود را در رشته فلسفه از دانشگاه روزولت و دکترای خود را در همین رشته از دانشگاه سن جانز گرفته است و اکنون بیش از ده سال است که به تدریس فلسفه در دانشگاه ایالتی کالیفرنیا در لانگ بیچ اشتغال دارد.